# Aurore Lalucq
Aurore Lalucq é uma economista e política francesa que é membro do Parlamento Europeu desde 2019.
No parlamento, Lalucq já faz parte da Comissão de Assuntos Económicos e Monetários. Em 2020, ela também se juntou ao Subcomité de Assuntos Tributários.
Além das suas atribuições nas comissões, Lalucq faz parte da delegação do Parlamento para as relações com os Estados Unidos. Ela também é membro do Intergrupo do Parlamento Europeu sobre Direitos LGBT e do Grupo de Trabalho sobre Conduta Empresarial Responsável.